# Alien 3
Alien³ és una pel·lícula de ciència-ficció estatunidenca de 1992 dirigida per David Fincher en el seu debut com a director, i escrita per David Giler, Walter Hill i Larry Ferguson, basada en una història de Vincent Ward. És la tercera de la saga iniciada per Alien (1979), dirigida per Ridley Scott i continuació de Aliens (1986), de James Cameron. Aquesta pel·lícula no ha estat doblada al català.
Sigourney Weaver n'és la protagonista i va repetir el seu paper com la tinent Ellen Ripley. Ella i l'organisme alienígena són els únics supervivents del xoc del vehicle de fuita de la nau dels Marines Colonials Sulaco en un planeta que alberga una colònia presó poblada per perillosos convictes. Tom Woodruff Jr. interpreta a l'alien anomenat Dragon. Altres papers són interpretats per Charles Dance, Brian Glover, Charles S. Dutton, Ralph Brown, Paul McGann, Danny Webb, Lance Henriksen, Holt McCallany i Danielle Edmond.
La producció va enfrontar problemes de gran escala, incloent-hi rodatges sense guió, així com una successió de guionistes i directors adjunts. Finalment, el director David Fincher en va prendre la direcció després d'una versió proposada a càrrec de Vincent Ward que va ser cancel·lada en la preproducció.
Alien 3 va ser estrenada el 22 de maig de 1992. Encara que va tenir un acompliment inferior en la taquilla nord-americana, va obtenir més de 100 milions de dòlars fora dels Estats Units. La pel·lícula va rebre crítiques mixtes i va ser considerada inferior als lliuraments anteriors. Des de llavors Fincher ha desestimat la pel·lícula, culpant a les interferències de l'estudi i als terminis de lliurament. El 2003, se'n va estrenar una versió corregida sense la participació de Fincher; va rebre una millor recepció que la primera versió. Les actuacions d'animals en la pel·lícula van ser supervisades per l'American Humane Association. La pel·lícula va ser nominada a un Óscar per millors efectes visuals, set Premis Saturn (millor pel·lícula de ciència-ficció, millor actriu para Sigourney Weaver, millor actor de repartiment per a Charles Dutton, millor director para David Fincher, millor guió para David Giler, Walter Hill i Larry Ferguson), un premi Hugo per la millor representació dramàtica, i un premi MTV Movie Award per a la millor seqüència d'acció.
La seqüela Alien: Resurrection va ser estrenada el 26 de novembre de 1997, amb Sigourney Weaver repetint el seu paper com a Ellen Ripley.

## Argument
Tot comença després de la culminació de «Aliens», on Ripley, Hicks, Bishop i Rebecca («Newt«) continuen el seu viatge cap a la Terra. Desafortunadament, també els acompanyava un facehugger (abraçacares) que va aconseguir penetrar en la nau abans de l'enlairament. Aquest últim provocà un incendi elèctric que causà que Mare (l'ordinador de bord de la nau d'abastiment USS SULACO) comencés automàticament l'evacuació d'emergència i transportés els quatre tripulants cap a un «EEV»(Vehicle d'Escapada d'Emergència. Emergency Escape Vehicle, segons les seves sigles en anglès).
L'EEV aterra en un planetoide de l'anell exterior, on es troba una colònia penal siderúrgica, habitada per presoners de tipus cromosoma doble i coneguda sota el nom de Fiorina «Fury»161. És un dels camps de treball concesionats per la Weyland-Yutani, corporació fictícia que forma part essencial de la pel·lícula Alien (1979) i les seves seqüeles. Els reus emprenen el treball de recuperar la unitat EEV i a causa del violent aterratge, moren Newt (ofegada en el criotub) i Hicks (travessat per un ferro); l'androide Bishop queda inoperable i Ripley és l'única supervivent.
Quan ella recobra el coneixement, Clemens, el metge de la presó, li dóna la mala notícia que els seus companys no han sobreviscut a l'aterratge. Ella decideix veure la unitat i en observar-la veu clarament que en uns dels Criotubs hi ha una espècie de corrosió causada pel Facehugger, llavors demana si es pot realitzar una autòpsia a Newt per saber si posseeix un Alien en gestació en el seu cos però dona negatiu. Ja que no pot explicar la història de manera que soni racional, els menteix explicant que hi ha perill d'un brot de còlera. En no quedar conforme demana a les autoritats que cremin els cossos per evitar sospites i així erradicar per complet qualsevol rastre enemic.
Durant el transport de l'EEV cap a l'abocador de la presó, un Facehugger ataca a un gos (un bou en la versió ampliada), col·locant-li l'Alien en gestació en el seu cos. Aquest culmina el seu cicle de vida i comença a matar cadascun dels reus. Ripley comença a sospitar que alguna cosa estranya està passant, ja que s'assabenta de la mort d'un dels reus i poc convençuda, acudeix a Bishop. Gràcies a un sistema de rastreig i d'un kit de reparació que troba en l'EEV, Ripley reconnecta a Bishop. Aquest li diu que la criatura va viatjar amb ells i novament la Weyland-Yutani va ser responsable de tota l'operació. Científics de la companyia es dirigeixen cap a la presó per capturar l'espècimen per a la seva divisió de bioarmes. Ripley juntament amb els reus intentaran eliminar a la criatura, abans no sigui massa tard.
Els reus intenten eliminar-ho amb uns líquids explosius però tot acaba en tragèdia a causa d'un accident. Planegen llançar-ho al plom fos i finalment Ripley, que tenia una cria d'alien reina dins d'ella, destrueix l'Alien deixant-li anar el plom fos. Després, la companyia Weyland-Yutani arriba al lloc i tracta de raonar amb Ripley per convèncer-la que estan tractant de salvar-la, però ella adonant-se de l'engany i dels seus interessos només per l'ésser que porta dins, sacrifica la seva vida i es llança al forn de fosa de metalls per evitar el naixement de la reina alien i posar fi a aquesta amenaça.

## Weyland-Yutani
És una corporació anglo-japonesa i una de les més influents de la Comissió de Comerç Interestel·lar que gestiona les colònies humanes fora del Sistema Solar a través de l'Administració Extrasolar de Colonització. A més, té una gran presència a la Terra. És comú referir-se a ella simplement com «La Companyia» i en les pel·lícules, excepte en Aliens, que és la primera vegada que es posa nom a la companyia, en una breu escena de l'Edició Especial d'Alien 3 (1992) i una discussió en Alien: Resurrection (1997), el nom Weyland-Yutani no s'esmenta o es mostra prominentment. És possible veure el logo de la companyia en la utilería de les pel·lícules i el nom apareix en els guions, i es mostra clarament en pantalla en Aliens (1986) i Alien 3.
A Weyland-Yutani se la retrata amb els pitjors aspectes de la cobdícia corporativa, sense objeccions per sacrificar la decència i la vida humana en nom del totpoderós dòlar. En l'univers d'Alien, des de la trilogia original fins als videojocs, la corporació manté les seves urpes en cada aspecte de la colonització espacial, el desenvolupament tecnològic i la recerca de noves formes de vida, excepte en Alien: Resurrection, en la qual es troba notablement absent. La corporació ordena als seus empleats i agents contenir costi el que costi l'amenaça dels «xenomorfs» perquè puguin ser explotats com a armes biològiques.
A Alien vs. Predator (2004), el fundador de la companyia (coneguda llavors com a Weyland Industries Corporation) resulta ser Charles Bishop Weyland, encarnat per Lance Henriksen, l'actor que va fer de l'androide Bishop en Aliens i Alien 3. D'aquesta forma se suggereix que l'androide va ser modelat en el seu honor. No obstant això, en el film Alien 3 la companyia envia a un home anomenat Michael Bishop a parlar amb Ripley, aquest assegura que la seva semblança es deu al fet que és qui va crear a Bishop, no obstant això després de ser copejat per un dels supervivents s'observa que la seva pell es trenca i realment és un sintètic. En la novelització del film (publicada abans d'Alien vs. Predator) Michael Bishop sí que és un treballador de Weyland-Yutani, no obstant això aquesta versió no es considera canònica ja que la versió fílmica va ser presentada primer.
Al film Aliens vs. Depredador: Requiem es mostra que després d'escapar de la ciutat els supervivents són trobats per la milícia, els qui confisquen el canó de pols que obtinguessin del yautja conegut com a Wolf i posteriorment li és lliurat a una dona asiàtica de cognom Yutani.
A Alien: Resurrection (ambientada 200 anys després d'Alien 3), descobrim que la companyia ja no existeix i que una força militar coneguda com a United Systems Military controla ara tots els aspectes en els quals Weyland-Yutani estava embolicada, especialment els contractes per desenvolupar nou armament, des dels rifles de pols i canons intel·ligents fins a les bio-armes.
El nom Weyland-Yutani va ser introduït pel director d'Alien, Ridley Scott, qui tenia dos vells veïns als quals odiava amb passió, així que va decidir nomenar a aquesta malvada companyia en el seu honor. El nom «Weylan-Yutani» (sense la «d» en «Weyland») pot veure's breument en alguns monitors de computador durant les primeres escenes d'Alien. No obstant això el nom de la companyia (inexplicablement, ara amb la «d» final en «Weyland») apareix explícitament en pantalla en l'Edició Especial d'Aliens.

## Repartiment
- Sigourney Weaver, com Ellen Ripley, repeteix el seu paper de les edicions anteriors. Ripley s'estavella al planeta Fiorina 161 i es veu obligada de nou a la tasca de destruir una altra de les criatures alienígenes.
- Lance Henriksen, com la veu de l'androide destruït Bishop, així com el paper del personatge anomenat Bishop II, que apareix a la fi de la pel·lícula. Pretén ser el dissenyador humà de l'androide, i vol la reina alien que es desenvolupa dins de Ripley per fer-la servir en la divisió d'armes biològiques de Weyland-Yutani. El personatge és identificat com «Michael Bishop Weyland» en el material llicenciat d'Alien.
- Charles Dance, com Jonathan Clemens, un reu que treballa com el doctor de la presó. Tracta a Ripley després que la seva càpsula d'emergència s'estavellés a l'inici de la pel·lícula i crea un llaç especial amb ella. Abans de ser assassinat, Clemens li explica a Ripley el perquè va ser enviat originalment a Fiorina, descrivint-ho com alguna cosa «més que una mica melodramàtic.»El director li va oferir el paper inicialment a Richard I. Grant esperant reunir-ho amb Ralph Brown i Paul McGann, co-estrelles de Withnail i jo.[7]
- Charles Dutton, com Dillon, un dels reclusos de Fiorina, líder espiritual dels presoners que intenta mantenir la pau dins de la presó.
- Paul McGann, com Golic, un assassí en massa i marginat dins de la població de la presó. Golic queda pertorbat després de ser atacat per l'alien a la xarxa de túnels subterranis de la presó. S'obsessiona gradualment més i més amb l'alien. En la versió ampliada de la pel·lícula, la seva obsessió el porta a cometre un homicidi, i les seves accions posen en risc tot el pla per acabar amb l'alien.
- Brian Glover, com Harold Andrews, l'encarregat de la presó. Creu que la presència de Ripley causarà una ruptura entre els presoners i intenta controlar els rumors al voltant d'ella i la criatura. Ell rebutja les afirmacions sobre l'existència de la criatura, solament per acabar sent assassinat per ella.
- Ralph Brown, com Aaron, l'assistent del superintendent Andrews. Els presoners s'hi refereixen com «85», pel seu nivell intel·lectual, cosa que el molesta. S'oposa a la insistència de Ripley al fet que els presoners intentin lluitar contra l'alien, i rebutja l'afirmació que Weyland-Yutani estigui buscant a la criatura en comptes de salvar als presoners.
- Danniel Webb, com a Morse, un presoner aspre, egoista i cínic. A pesar que és ferit per l'equip de Weyland-Yutani, Morse és l'únic supervivent de tot l'incident.
- Christopher John Fields, com Rains.
- Holt McCallany, com Junior, el líder del grup de presoners que intenten violar a Ripley. Tenia el tatuatge d'una llàgrima sota el seu ull esquerre. En la versió ampliada, se sacrifica per atrapar a la criatura com a redempció.
- Christopher Fairbank, com Murphy.
- Carl Chase, com Frank.
- Leon Herbert, com Boggs.
- Vincenzo Nicoli, com Jude.
- Pete Postlethwaite, com David, un presoner més llest que els altres que és assassinat per la criatura en la seqüència de persecució on fa de carnada.

## Música
1. «Agnus Dei aremenyar»– 4:29
2. «Bait and Chase»– 4:42
3. «The Beast Within»– 3:09
4. «Lento»– 5:48
5. «Candles in the Wind»– 3:20
6. «Wreckage and Rape»– 2:43
7. «The First Attack»– 4:19
8. «Lullaby Elegy»– 3:41
9. «Death Dance»– 2:18
10. «Visit to the Wreckage»– 2:04
11. «Explosion and Aftermath»– 2:21
12. «The Dragon»– 3:08
13. «The Entrapment»– 3:42
14. «Adagio»– 4:14

Composta i dirigida per: Elliot Goldenthal.

## Diferències amb la versió ampliada para DVD
- La seqüència inicial és més llarga (la caiguda i rescat de l'EEV).
- L'alien és engendrat dins d'un bou que utilitzen els reclusos. En el film, és un gos l'«hoste«. En tots dos casos, emergeix (encara que petit) gairebé completament desenvolupat a diferència de les cintes prèvies.
- Durant l'incendi dels túnels, aconsegueixen atrapar a la criatura en un dipòsit segellat, però el desequilibrat convicte Golic (Paul McGann) va en la seva cerca i l'allibera.
- El final de Ripley és lleugerament diferent.

Nota: el director no va tenir participació en la versió ampliada presentada en la tetralogia.

## Premis i nominacions
- La pel·lícula va ser nominada als Oscars de l'Acadèmia en la categoria de millors efectes especials.
- A més va guanyar els premis DVDX, Sierra i Golden Reel a més d'obtenir altres 16 nominacions.

## Altres adaptacions

### Novel·les
Va ser autoritzada una novel·la de la pel·lícula escrita per Alan Dean Foster. Aquesta novel·la inclou adaptacions d'escenes que van ser tallades per a l'edició final de la pel·lícula, algunes de les quals van aparèixer després en els DVD´s.

### Còmics
Dark Horse Comics també va adaptar la pel·lícula i va publicar tres comic books.

### Videojoc
El videojoc oficial de la pel·lícula va ser publicat per a múltiples formats per Acclaim i Virgin Interactive, incloent Amiga, Commodore 64, Nintendo Entertainment System, Super Nintendo, Nintendo Game Boy, Mega Drive/Genesis, i Sega Master System i arcarde.